# In de klauwen van Prutelia
In de klauwen van Prutelia is het 285e stripverhaal van Jommeke. De reeks wordt getekend door Studio Jef Nys. Het album verscheen op 5 april 2017.

## Personages
- Jommeke
- Flip
- Filiberke
- koningin van Onderland
- Zazof
- kleine rollen : de Miekes, professor Gobelijn, Marie, Charlotte, Greet, Teofiel, Nero, Choco, Pekkie, ...

## Verhaal
Jommeke en zijn vrienden helpen professor Gobelijn met opruimen en vinden op zolder de resten van de robot Melanie. Terug thuis is
Marie het vele werk in het huishouden beu en wil ze een hobby zoals haar vriendinnen. Jommeke en Teofiel moeten de vele karweitjes in het huishouden oplossen zonder haar, maar alles mislukt en zij hebben ook minder tijd. Daarop besluiten Filiberke en Jommeke in afwezigheid van de professor Melanie te herstellen en als huisvrouw te gebruiken. Na heel wat pogingen lukt het hen Melanie te herstellen.
Ondertussen is de Koningin van Onderland terug vrijgelaten uit haar instelling. Haar knecht Zazof ontdekt het bestaan van Melanie en slaagt er in de robot in handen te krijgen. Ze besluiten met Melanie Jommeke en zijn vrienden gevangen te nemen. Als eerste worden de Miekes en Choco gevangen genomen tijdens een boswandeling. Een voor een vallen de vrienden in handen van de koningin. In de kerker bedenken de vrienden een list om te ontsnappen. Dit lukt hen uiteindelijk en ze laten de koningin terug opnemen in 'De Zoete Rust'. Daarna keren ze terug naar de professor die terug thuis is en wat boos is over het gebeurde in zijn afwezigheid. Melanie wordt terug uit elkaar gehaald.

## Achtergronden bij het verhaal
- In dit verhaal maakt de robot Melanie (uit het gelijknamige album) een wederoptreden.
- In het huis van de professor vinden de vrienden tal van uitvindingen uit vroegere albums terug : de anti-vergeetkop (Apen in huis), Het kriebelkruid, Purperen pillen, Het levenselixir, vliegpillen, babbelpillen, slaapgas, vredesgas (Het monster in de ruïne), een duikboot voor Flip (De haaienrots) en mensen, de straalmotor om te vliegen, de breinparkeermachine, de slaapmachine uit De gekke wekker, de vliegmachine uit Broeder Anatolius, een ijssmeltmachine (Wie zoekt die vindt), een metaaldedector (De schat van de zeerover), een duikmachine (Het staartendorp)...
- In het verhaal zingt men, "Rennen, springen, vliegen, duiken, vallen, opstaan en weer doorgaan". Een verwijzing naar het liedje 'Opzij, opzij, opzij' dat in 1979 gezongen werd door Herman van Veen.